# 진로발효
진로발효는 대한민국의 주정 기업이다.
2024년 주당 650원, 시가 배당율 4.0%의 결산 현금 배당을 하였다
발효주정/정제주정이 주요 제품이며 부수적으로 알코올소독제를 생산한다 대한주정판매의 지분 7.6%를 소유하고 있다 외국인 지분율은 9.7% 정도이다

## 역사
1984년 우신발효로 설립됐으나 1992년 진로계열 기업군에서 제외돼 지금의 사명으로 변경했다.